# Orlov-Maulwurf
Der Orlov-Maulwurf (Euroscaptor orlovi) ist eine Säugetierart aus der Gattung der Südostasiatischen Maulwürfe innerhalb der Maulwürfe (Talpidae). Sie kommt im nördlichen Vietnam und im südlichen China vor. Die Tiere kennzeichnet wie alle Südostasiatischen Maulwürfe ein langgestreckter Körper mit kurzem Hals und grabschaufelartigen Vorderbeinen. Das Fell ist dunkel gefärbt, der Schwanz verhältnismäßig lang und die Schnauze schmal. Sie galten zuerst als zum Langnasen-Maulwurf gehörig, molekulargenetische Untersuchungen deckten aber mehrere kryptische Arten auf. Im Jahr 2016 erfolgte dann die Erstbeschreibung des Orlov-Maulwurfs.

## Merkmale

### Habitus
Der Orlov-Maulwurf erreicht etwa die Größe des Langnasen-Maulwurfs (Euroscaptor longirostris). Die Kopf-Rumpf-Länge beträgt 11,5 bis 12,9 cm, die Schwanzlänge liegt bei 1,5 bis 1,75 cm. Das Körpergewicht variiert von 25,8 bis 48,3 g. Der Schwanz ist vergleichsweise lang und besitzt etwa 12,6 bis 13,7 % der Länge des restlichen Körpers. Aufgrund der Schwanzlänge unterscheidet sich die Art eindeutig vom Pakho-Maulwurf (Euroscaptor parvidens) und vom Vietnamesischen Maulwurf (Euroscaptor subanura) mit ihren kurzen Schwänzen. Er weist eine Keulenform auf und ist regelmäßig mit langen Fellhaaren bedeckt. Im Erscheinungsbild entspricht der Orlov-Maulwurf weitgehend den anderen Südostasiatischen Maulwürfen. Der Körper wirkt walzenförmig-gestreckt, er verfügt über einen kurzen Hals und die Hände gleichen Grabschaufeln. Sowohl am Rücken als auch am Bauch dominiert ein schwärzlich brauner Farbton. Der Hinterfuß wird zwischen 1,45 und 1,65 cm lang.

### Schädel- und Gebissmerkmale
Der Schädel wird zwischen 32,5 und 33,7 mm lang und am Hirnschädel zwischen 13,2 und 14,4 mm breit. Insgesamt ist er kleiner und leichter gebaut als beim Kuznetsov-Maulwurf (Euroscaptor kuzentsovi). Er zeichnet sich durch ein langes und schmales Rostrum aus. Dessen Breite auf Höhe der Molaren beträgt 7,2 bis 7,7 mm, auf Höhe der Eckzähne 4,1 bis 4,2 mm. Der vordere Teil der Paukenblase zeigt sich abgeflacht und leicht eingedellt. Hier ähnelt die Art dem Langnasen-Maulwurf und dem Kuznetsov-Maulwurf, unterscheidet sich aber vom Pakho-Maulwurf und vom Vietnamesischen Maulwurf, welche eine aufgeblähte Paukenblase aufweisen. Am Unterkiefer, der 20,7 bis 22,0 mm lang ist, tritt ein bandförmiger, schmaler Winkelfortsatz auf, beim Kuznetsov-Maulwurf ist dieser eher breit und dreieckig gestaltet. Der Kronenfortsatz endet spitz wie beim Kuznetsov-Maulwurf und nicht breit-stumpf wie beim Pakho-Maulwurf. Das Gebiss besteht wie bei allen Südostasiatischen Maulwürfen aus 44 Zähnen mit folgender Zahnformel: {\displaystyle {\frac {3.1.4.3}{3.1.4.3}}}. Die gesamte Zahnreihe ist aber kürzer als beim Langnasen-Maulwurf. Alle oberen Prämolaren sind zweiwurzelig, am zweiten sind diese aber häufig miteinander verwachsen. Der zweite Prämolar ist außerdem kleiner als der erste und schmaler als der dritte. Am ersten Prämolaren fehlt der hintere Nebenhöcker, am vierten Prämolar tritt ein zusätzlicher kleiner Nebenhöcker vor dem Haupthöcker auf. Die Hinterseite des Zahns am Haupthöcker verläuft deutlich eingedellt entsprechend etwa beim Langnasen-Maulwurf und beim Kuznetsov-Maulwurf. Beim Pakho-Maulwurf und beim Vietnamesischen Maulwurf ist diese gerade ausgebildet. Die obere Zahnreihe wird 12,6 bis 13,2 mm lang, die untere 11,9 bis 12,4 mm.

### Genetische Merkmale
Der diploide Chromosomensatz lautet 2n = 34. Er setzt sich aus 10 zweiarmigen (8 meta- bis submetazentrische und 2 subtelozentrische) sowie 6 acrozentrischen Autosomenpaaren zusammen. Sowohl das Y-Chromosom als auch das X-Chromosom sind meta- bis submetazentrisch.

## Verbreitung und Lebensraum

Verbreitungsgebiet des Orlov-Maulwurfs

Der Orlov-Maulwurf kommt im nördlichen Vietnam in der Provinz Lào Cai und im südlichen China in der Provinz Yunnan vor. In Vietnam ist die Art unter anderem vom Massiv des Fansipan bei Sa Pa beschrieben worden, hier liegen Höhenangaben von 1700 bis 2330 m vor. Möglicherweise tritt sie auch in den Gebirgslagen des nördlichen Laos und im nordwestlichen Vietnam westlich des Roten Flusses auf. Das Verbreitungsgebiet des Orlov-Maulwurfs überschneidet sich teilweise mit dem des La-Touche-Maulwurfs (Mogera latouchei), ersterer bewohnt aber unter Umständen höhere Gebirgslagen.

## Lebensweise
Bis auf den Hinweis, dass der Orlov-Maulwurf, wie andere Südostasiatische Maulwürfe auch, zumeist unterirdisch lebt, liegen keine Informationen zur Lebensweise vor.

## Systematik
Der Orlov-Maulwurf ist eine eigenständige Art innerhalb der Gattung der Südostasiatischen Maulwürfe (Euroscaptor) und der Familie der Maulwürfe (Talpidae). Innerhalb der Maulwürfe bilden die Südostasiatischen Maulwürfe ein Mitglied der Tribus der Eigentlichen Maulwürfe (Talpini). Die Eigentlichen Maulwürfe vereinen die zumeist grabenden Vertreter der Maulwürfe, andere Angehörige der Familie leben dagegen nur teilweise unterirdisch, bewegen sich oberirdisch fort oder sind an eine semi-aquatische Lebensweise angepasst. Die Südostasiatischen Maulwürfe teilen sich laut molekulargenetischen Untersuchungen in zwei Verwandtschaftsgruppen, die westliche longirostris-Gruppe um den Langnasen-Maulwurf (Euroscaptor longirostris) und die östliche parvidens-Gruppe um den Pakho-Maulwurf (Euroscaptor parvidens). Der Orlov-Maulwurf gehört dabei der ersteren an und ist mit dem Malaysia-Maulwurf und dem Kloss-Maulwurf (Euroscaptor klossi) nahe verwandt. Die Trennung der beiden Linien erfolgte im Verlauf des Oberen Miozäns vor gut 10 bis 7 Millionen Jahren, die longirostris-Gruppe diversifizierte sich dann im Übergang vom Miozän zum Pliozän vor etwa 5,3 Millionen Jahren stärker.
Ursprünglich wurden die langschwänzigen Südostasiatischen Maulwürfe im nördlichen Vietnam zum Langnasen-Maulwurf gestellt. In der Folgezeit ergaben aber genetische Untersuchungen eine hohe Diversität innerhalb dieser Art mit mehreren bestehenden, monophyletischen Linien, die kryptische Arten darstellten. Im Jahr 2016 führte dann eine Arbeitsgruppe um Jelena D. Semlemerova die wissenschaftliche Erstbeschreibung des Orlov-Maulwurfs durch. Semlemerova und Kollegen benutzten für ihre Artaufstellung mehrere Individuen, die im Jahr 2005 im nördlichen Vietnam etwa 6 km westlich von Sa Pa am Nordhang des Fansipan in rund 2000 m Höhe aufgesammelt worden waren. Der Holotyp repräsentiert ein ausgewachsenes Weibchen. Die Studie schloss auch ein Individuum aus Jingdong in der chinesischen Provinz Yunnan ein. Der Artname ehrt Nikolai Ljuzianowitsch Orlow von der Russischen Akademie der Wissenschaften, der sich um die Erforschung der Fauna Vietnams verdient gemacht hat.